# Hyperolius diaphanus
Hyperolius diaphanus es una especie de anfibios de la familia Hyperoliidae.
Habita en República Democrática del Congo, posiblemente Burundi y posiblemente Ruanda.
Su hábitat natural incluye bosques tropicales o subtropicales secos y a baja altitud, montanos secos, pantanos, marismas de agua dulce y corrientes intermitentes de agua dulce.